# Michał Wróblewski (działacz sportowy)
Michał Wróblewski (ur. 1934, zm. w marcu 2007) – polski działacz lekkoatletyczny, statystyk sportowy, wieloletni pracownik PZLA.

## Życiorys
W młodości uprawiał biegi przez płotki. Jako junior należał do czołówki polskich płotkarzy na dystansach 200 i 400 metrów przez płotki. Był zawodnikiem klubów: Kolejarz Warszawa, Wawel Kraków, Polonia Warszawa.
Po zakończeniu kariery sportowej pracował w sekcji lekkoatletycznej Polonii, a następnie Spójni Warszawa. W 1970 został zatrudniony w Warszawskim Okręgowym Związku Lekkiej Atletyki. Opracowywał Roczniki WOZLA (od 1971) i przez ponad 30 lat większość opracowań rocznych dorobku warszawskich i polskich lekkoatletów.
Od 1975 był odpowiedzialny w redakcji miesięcznika Lekkoatletyka za sprawy statystyczne. Gdy Lekkoatletyka w 1989 przestała się ukazywać, M. Wróblewski został właścicielem jego tytułu i własnym sumptem wydał jeden numer, próbując reaktywować miesięcznik.
Krótko pracował w Gwardii Warszawa i w 1979 został zatrudniony w Polskim Związku Lekkiej Atletyki. Prawie 25 lat pełnił rolę oficjalnego statystyka PZLA (od 1992 materiały statystyczne opracowywał przy pomocy komputera).
Po osiągnięciu wieku emerytalnego jeszcze przez cztery lata pracował w PZLA, pomagając wielu studentom, doktorantom i miłośnikom lekkoatletyki w dotarciu do trudno dostępnych materiałów statystycznych sprzed wielu lat. Po raz ostatni uczestniczył w opracowywaniu tabel PZLA za 2003 rok.
Odznaczony m.in. Złotym Krzyżem Zasługi, Złotą Odznaką Zasłużony Działacz Kultury Fizycznej oraz Złotą Honorową Odznaką Polskiego Związku Lekkiej Atletyki.